# Amitabha Chowdhury
Amitabha Chowdhury (ur. 11 listopada 1927 w Kolkacie, zm. 1 maja 2015 tamże) – indyjski dziennikarz.

## Życiorys
Karierę dziennikarską rozpoczął w 1948. W 1961 otrzymał nagrodę Ramon Magsaysay za reportaże dotyczące praw i interesów społeczności indyjskich. W latach 1965–1968 pełnił funkcję dyrektora Międzynarodowego Instytutu Prasy.
W 1983 odznaczony orderem Padma Shri, a w 2013 otrzymał nagrodę Banga Bibhushan.